# Crise timoraise de 1999
La crise timoraise de 1999 désigne la période de violence et de destruction menée par les forces indonésiennes sur la population du Timor oriental en prévision du vote annoncé par cette dernière de l'indépendance du pays, puis en réaction à celui-ci.
La crise débute par une série d'attaques des milices pro-indonésiennes sur des civils dans la capitale Dili, et se répand par la suite à travers l'ensemble du territoire du Timor oriental. La violence s'intensifie lorsque la majorité des électeurs choisit l'option de l'indépendance lors du référendum d'autodétermination du 30 août 1999.
Une estimation porte à 1 400 le nombre de civils timorais qui auraient perdu la vie durant la crise. En réaction, les Nations unies mettent en place l'INTERFET qui consiste essentiellement en des militaires de la Force de défense australienne afin d'établir et maintenir la paix au Timor oriental.

## Prémisse

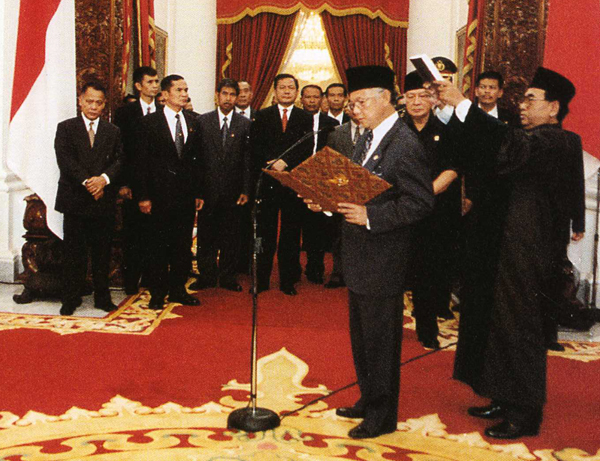
Le président indonésien B. J. Habibie prononce le serment présidentiel le 21 mai 1998.

L'indépendance du Timor oriental, ou même l'obtention d'une autonomie partielle pour le Timor Timur (en), n'était absolument pas envisageable sous le régime Orde Baru (en) de Soeharto. Malgré l'opinion publique indonésienne qui affichait timidement une appréciation de la résolution de la question timoraise, le pouvoir craignait qu'un nouvel État indépendant issu de ses provinces puisse déstabiliser l'unité indonésienne. Étant donné que la souveraineté indonésienne sur le Timor n'a jamais été reconnue au plan international, le Portugal, puissance qui dirigeait le Timor portugais jusqu'en 1975, conservait la souveraineté sur le territoire. Sous l'égide des Nations-Unies, des pourparlers s'engagent entre les Portugais et les Indonésiens dès 1997. Simultanément, éclate la crise économique asiatique qui provoque des soulèvements à travers la population indonésienne et poussant Suharto à la démission en mai 1998. Prabowo Subianto, qui commandait la puissante Réserve stratégique indonésienne et engageait des opérations militaires au Timor, s'exile en Jordanie en raison des coûts exorbitants de la question timoraise, s'élevant à un million de dollars par jour et conduisant à la faillite l'économie indonésienne. La période suivante, la reformasi (en), voit une relative ouverture politique et inclut un débat, jusqu'alors impensable, sur les relations entre l'Indonésie et le Timor. Au courant de l'année 1998, des forums et des discussions se déroulent à Dili sur la question d'organiser un référendum. Le ministre des Affaires étrangères indonésien Ali Alatas (en) décrit ensuite le plan d'une autonomie en vue d'une indépendance comme « tout en douleur, aucun gain » pour l'Indonésie. Le 8 juin 1998, trois semaines après l'entrée en fonction de B. J. Habibie, le nouveau président mentionne que le gouvernement présentera sous peu un plan spécial d'autonomie pour le Timor oriental.
Vers la fin 1998, le gouvernement australien de John Howard rédige une lettre à son homologue indonésien afin de lui signifier un changement dans la politique australienne préconisant désormais la tenue d'un référendum sur l'indépendance du Timor au courant de la prochaine décennie. Considérant que le projet d'autonomie pourrait s'apparenter à du néo-colonialisme indonésien sur le Timor, Habibie décide donc d'organiser un référendum anticipé sur cette question.
L'Indonésie et le Portugal annoncent le 5 mai 1999, qu'un vote va avoir lieu où les Timorais auront le choix entre l'indépendance ou l'autonomie proposée. Le référendum est administré par la Mission des Nations unies au Timor oriental (MINUTO), initialement prévu au 8 août, mais reporté au 30 août. L'Indonésie prend également en charge la sécurité lors de l'opération, causant un malaise auprès des Timorais.

## Vote et violence

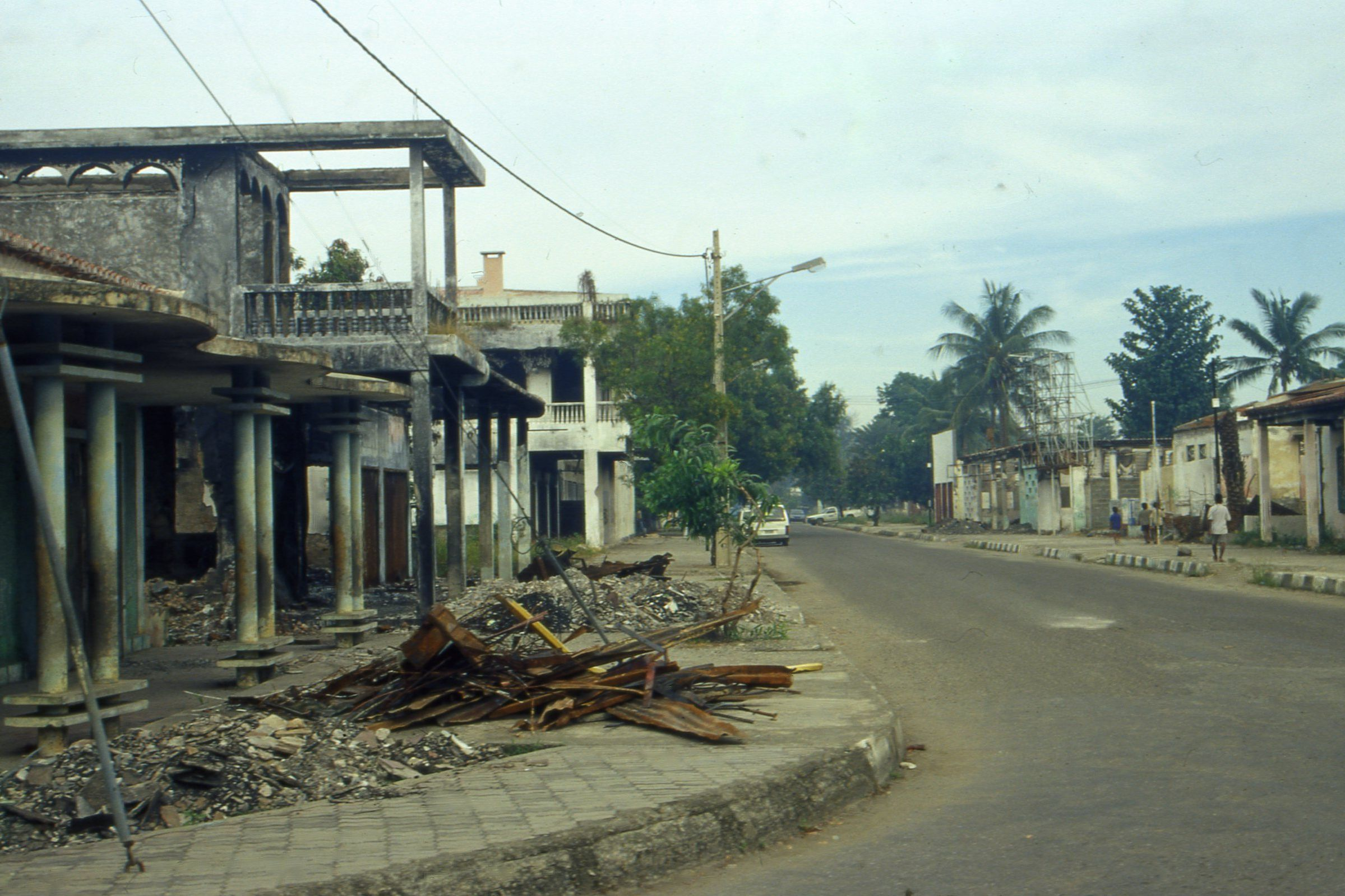
Destruction à Dili en 2000.

La campagne entre le groupe autonomiste et indépendantiste commence et débute également une série d'actes de violence causée par des groupes paramilitaires pro-intégration à travers l'ensemble du pays. Alléguant un biais pro-indépendance du MINUTO, ces groupes sont observés en train d'être formés par des soldats indonésiens. Une attaque à Liquiçá fait entre autres une douzaine de victimes. Le 16 mai 1999, un gang accompagné de troupes indonésiennes attaque des activistes suspectés d'être indépendantistes dans le village d'Atara. En juin, un autre groupe attaque un bureau du MINUTO à Maliana. Bien que les autorités indonésiennes affirment être impuissantes à contenir ces violences, José Ramos-Horta et plusieurs autres se moquent de ces allégations. En février 1999, il avait déclaré : « Avant que [l'Indonésie] ne se retire, elle veut provoquer des ravages et une déstabilisation majeurs, comme elle l'a toujours promis. Nous avons constamment entendu cela au fil des années de la part de l'armée indonésienne au Timor. ».
Alors que des chefs miliciens mettent en garde contre l'éventualité d'un bain de sang, l'ambassadeur itinérant indonésien Francisco Lopes da Cruz (de) déclare : « Si les gens rejettent l'autonomie, il est possible que le sang coule à flots au Timor oriental. ». Un autre chef militaire annonce : « un océan de feu serait entraîné à la suite d'un vote en faveur de l'indépendance. ». À l'approche du vote, plusieurs évènements de violence contre les indépendantistes sont répertoriés.
Le jour du vote, le 30 août 1999, est relativement calme et ordonné. Conforté d'un taux de participation de 98,6 % des électeurs, le secrétaire général de l'ONU, Kofi Annan, annonce le 4 septembre que 78,5 % des votants ont opté pour l'indépendance. Après des années d'endoctrinement de la période Orbe Baru qui insistait sur le sentiment d'appartenance des Timorais à l'Indonésie, la population se retrouve choquée ou incrédule face au résultat du vote. Beaucoup, après des articles parus dans la presse, soutiennent que Habibie aurait subi de la pression de l'ONU et des Australiens.

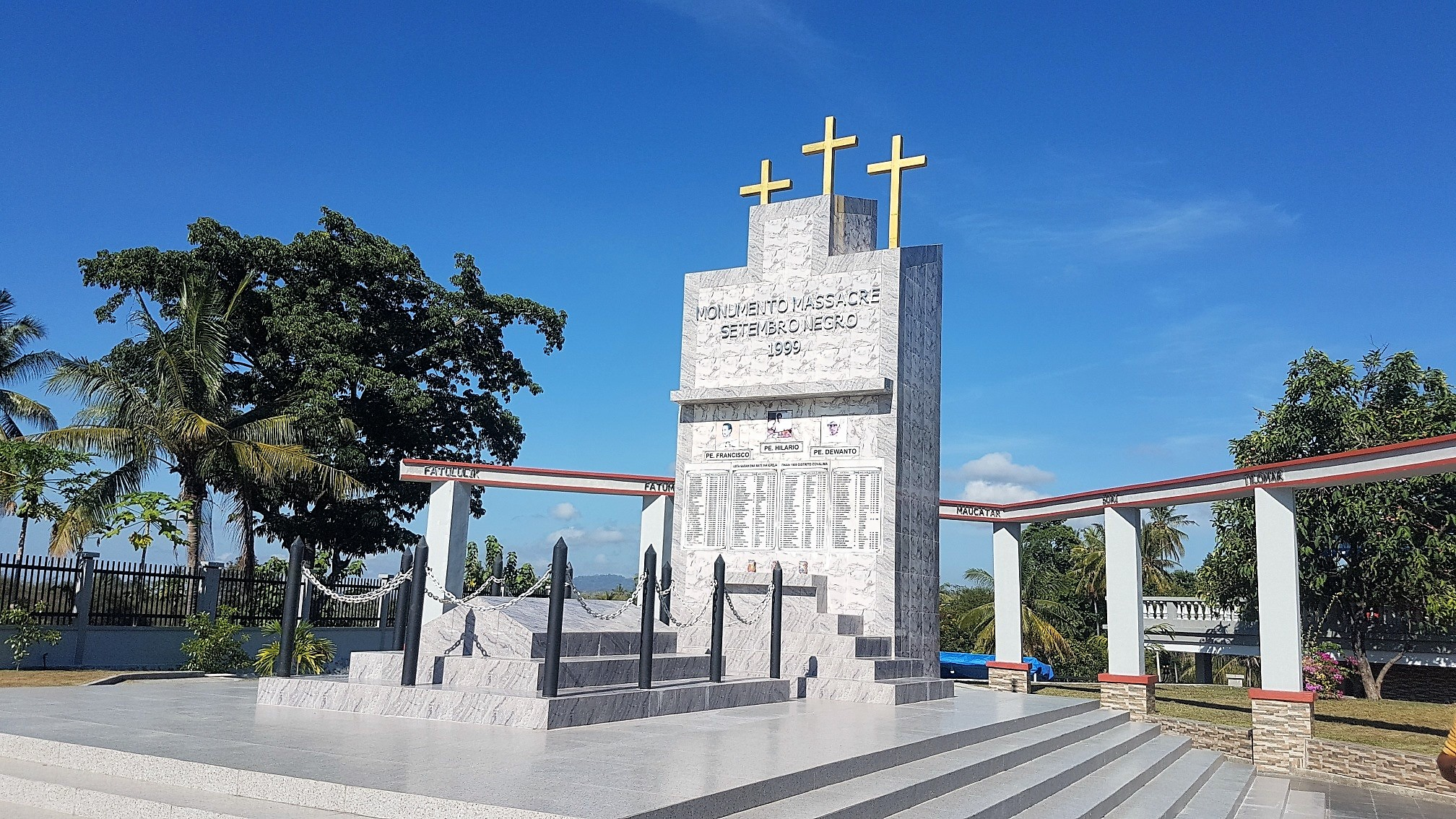
Monumument commémoratif du massacre de septembre à Suai.

Alors que le personnel de la MINUTO retourne vers Dili après les résultats, des groupes paramilitaires pro-indonésiens commencent à saccager les villes et attaquer la population. Les journalistes et observateurs étrangers fuient vers les montagnes avec des dizaines de milliers de Timorais. Des groupes religieux musulmans se mettent à attaquer les bâtiments de l'archidiocèse de Dili, tuant une douzaine de personnes au passage. Le jour suivant, ce sont les bureaux du CICR qui sont réduits en poussière. Près de mille personnes sont liquidées à Suai et des rapports sur des massacres similaires proviennent de partout à travers le Timor. La majorité des travailleurs de l'ONU étaient enfermés dans leurs complexes de Dili, déjà inondés de réfugiés, mais ils refusent d'être évacués si les réfugiés ne le sont pas également. Au même moment, des troupes indonésiennes et paramilitaires poussent environ 200 000 personnes dans des camps décrit par Human Rights Watch comme de conditions déplorables. Après plusieurs semaines, le gouvernement australien autorise les réfugiés basés dans des camps de l'ONU, ainsi que le personnel onusien, à être évacués vers Darwin.
Lorsqu'une délégation de l'ONU arrive à Jakarta le 8 septembre, Habibie leur dit que les rapports indiquant les effusions de sang au Timor étaient des fantaisies et des mensonges. Le général Wiranto insiste sur le fait que ses soldats ont la situation sous contrôle et exprime ensuite son émotion pour le Timor en entonnant la chanson Feelings lors d'un évènement pour les épouses des militaires,.

## Retrait indonésien et force de maintien de la paix

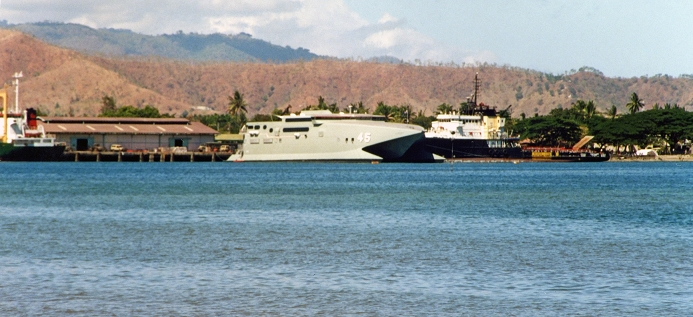
Le à Dili en octobre 1999.

Ces violences occasionnent de la colère dans la communauté internationale et plusieurs militants, australiens, portugais et américains font pression sur leurs gouvernements pour qu'ils agissent. Le Premier ministre australien John Howard consulte le secrétaire-général de l'ONU, Kofi Annan, et le Président américain, Bill Clinton, afin de s'assurer de leur soutien quant à l'entrée d'une force internationale de maintien de la paix au Timor oriental sous contrôle australien. Les Américains offrent alors des ressources logistiques et en matière de renseignement, ainsi qu'une force dissuasive au-delà de l'horizon, mais sans engager de forces directes dans l'opération. Le 11 septembre, Clinton déclare :
« J'ai clairement indiqué que ma volonté de soutenir l'aide économique future de la communauté internationale dépendra de la manière dont l'Indonésie gérera la situation à partir d'aujourd'hui. »
L'Indonésie de Habibie, alors aux prises avec une situation économique chancelante, annonce le 12 septembre le retrait des troupes et l'autorisation des forces de maintien de la paix sous contrôle de l'Australie de faire leur entrée au Timor. Malgré l'annonce du retrait, une compagnie du Bataillon 745 suit la route longeant la côte nord de Dili jusqu'à la frontière indonésienne semant mort et destruction. La compagnie est responsable de la mort de douzaines de villageois innocents et du journaliste néerlandais Sander Thoenes (en).
Le 15 septembre 1999, le Conseil de sécurité des Nations unies exprime son inquiétude quant à la dégradation de la situation au Timor oriental et adopte la résolution 1264 qui appelle à l'établissement d'une force de maintien de la paix et de la sécurité, ainsi que de protéger la mission onusienne en place.

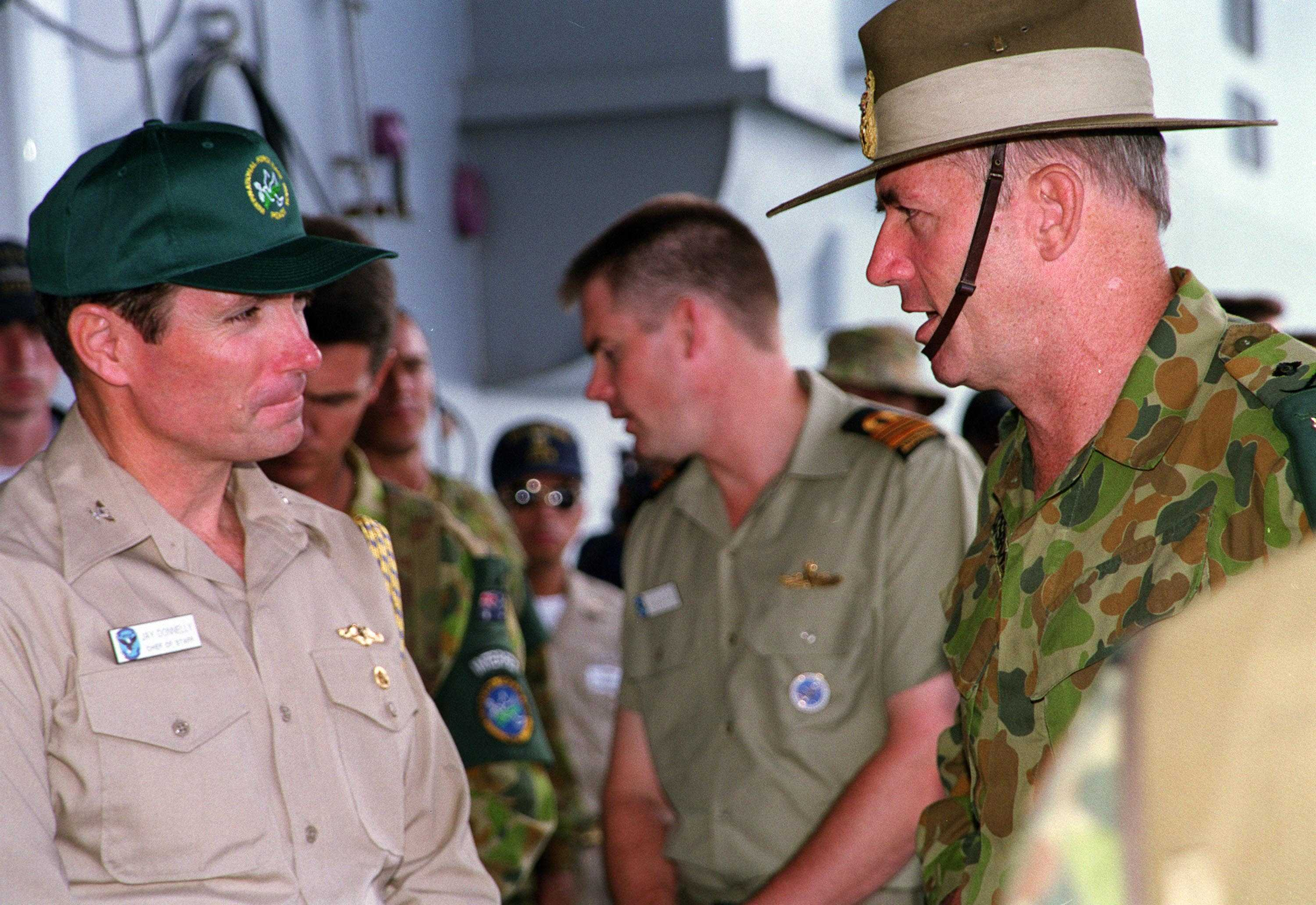
USS Blue Ridge (LCC-19), le 11 septembre 2000 à Dili. Le major-général Peter Cosgrove à droite

L'INTERFET, sous commandement du major-général australien Peter Cosgrove, entre à Dili le 20 septembre. Le 31 octobre, l'ensemble des troupes indonésiennes a quitté le Timor. L'arrivée de la force d'un millier d'hommes entraîne la fuite des milices pro-indonésiennes vers la frontière avec l'Indonésie, d'où ils lancent des escarmouches occasionnelles contre les forces de l'INTERFET.
L'ATNUTO se met en place en octobre afin d'administrer la région pendant deux ans. Passé cette échéance, le pouvoir est remis au gouvernement du Timor oriental et l'indépendance est déclarée le 20 mai 2002. Le 27 septembre de la même année, le Timor oriental devient le 191e État membre des Nations unies.
La vaste majorité des forces militaires de l'INTERFET était composée de forces australiennes. À son apogée, les forces internationales comportaient 5 500 soldats australiens, dont une brigade d'infanterie avec un soutien blindé et aérien. Au total, 22 pays ont contribué aux effectifs composant l'INTERFET, amenant celui-ci a compter 11 000 soldats. Les États-Unis ont offert un soutien logistique et diplomatique, ainsi que le croiseur USS Mobile Bay (en) qui opérait en mer. Simultanément, les navires australiens, canadiens et britanniques entrent à Dili. Un bataillon d'infanterie des Marines américains composé de 1 000 hommes était également stationné au large dans le USS Belleau Wood afin de représenter une réserve stratégique.